# Micro Heroes
Os Micro-heroes são apresentações básicas em pixel de diversos personagens de quadrinhos e da cultura pop.

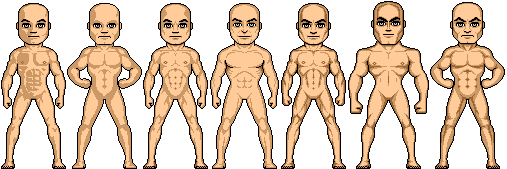
Moldes de Micro Heroes